# Pennsylvania Historical and Museum Commission
La Pennsylvania Historical and Museum Commission (PHMC) (en français : « Commission de l'histoire et des musées de Pennsylvanie ») est une agence gouvernementale du Commonwealth de Pennsylvanie, chargée de rassembler, conserver et interpréter l'héritage historique de la Pennsylvanie. La commission a la charge des manuscrits, dossiers publiques et objets présentant un intérêt historique; des musées, de l'archéologie, des publications, des sites et monuments historiques et de leur préservation, ainsi que de promouvoir l'intérêt du public pour l'histoire de la Pennsylvanie. La PHMC fut créée le 6 juin 1945, par la loi N°446 du Commonwealth, qui fusionnait la Pennsylvania Historical Commission, le State Museum of Pennsylvania et les Pennsylvania State Archives. 
La Commission est un organe administratif indépendant, composé de neuf citoyens du Commonwealth nommés par le gouverneur, le Secrétaire à l'éducation, deux membres du sénat nommés par le président pro tempore et le chef de l'opposition, ainsi que par deux membres de la Chambre des représentants nommés par le président et le chef de l'opposition.